# Hyggeskornlöpare
Hyggeskornlöpare (Amara nigricornis) är en skalbaggsart som beskrevs av Thomson 1857. Hyggeskornlöpare ingår i släktet Amara, och familjen jordlöpare. Arten är reproducerande i Sverige.